# Bernard Charbonneau
Bernard Charbonneau (Bordeus, 28 de novembre de 1910 - Donapaleu, 28 d'abril de 1996) fou un pensador francès, autor d'una vintena de llibres i de nombrosos articles publicats a La Gueule ouverte, Foi et vie, La République des Pyrénées i Combat Nature. La seva obra s'inscriu dins dels corrents antiindustrials i llibertaris. Va ser amic del filòsof anarquista Jacques Ellul.

## Pensament
Geògraf, historiador de formació i filòsof per vocació, Charbonneau va analitzar en la seva obra l'impacte de la «Gran Transformació» causat per la industrialització creixent de l'existència.
Tota la seva obra està marcada per la idea que «el llaç que uneix l'individu a la societat és tan potent que, fins i tot en l'anomenada "societat dels individus", aquests últims són incapaços de prendre distància amb els moviments col·lectius i consenten la destrucció del que més estimen: la seva llibertat».
Durant els anys 1970, Charbonneau denuncià el que considera com la dictadura de l'economia i del desenvolupament, destacant com a pioner de l'ecologia política i dels corrents anti-industrials. Recelós dels partits polítics, fins i tot quan s'autodenominen "ecologistes", proposà una concepció de la societat radicalment diferent de les ideologies del segle xx, preferint allò arrelat en l'experiència personal. Sobre aquest aspecte, afirmà el seu deute intel·lectual cap al personalisme. De la mateixa manera, veu en el progrés tecnològic la necessitat de cada vegada més organització i més autoritarisme i, per tant, més conformisme i menys llibertat.
Basant-se en l'anàlisi de l'evolució social i política de la qual va ser testimoni durant els anys 1930 i 1940, Charbonneau identificà i posà en relleu els problemes socials que avui són cabdals: la tecnocratització de la vida social i política, la destrucció de la naturalesa, l'omnipresència de la propaganda i els mitjans de comunicació, la transformació de la cultura en indústria de l'espectacle i en consum, i la liquidació de l'agricultura camperola. La seva obra és propera a la de Jacques Ellul que va ser el seu amic durant 60 anys.

## Publicacions

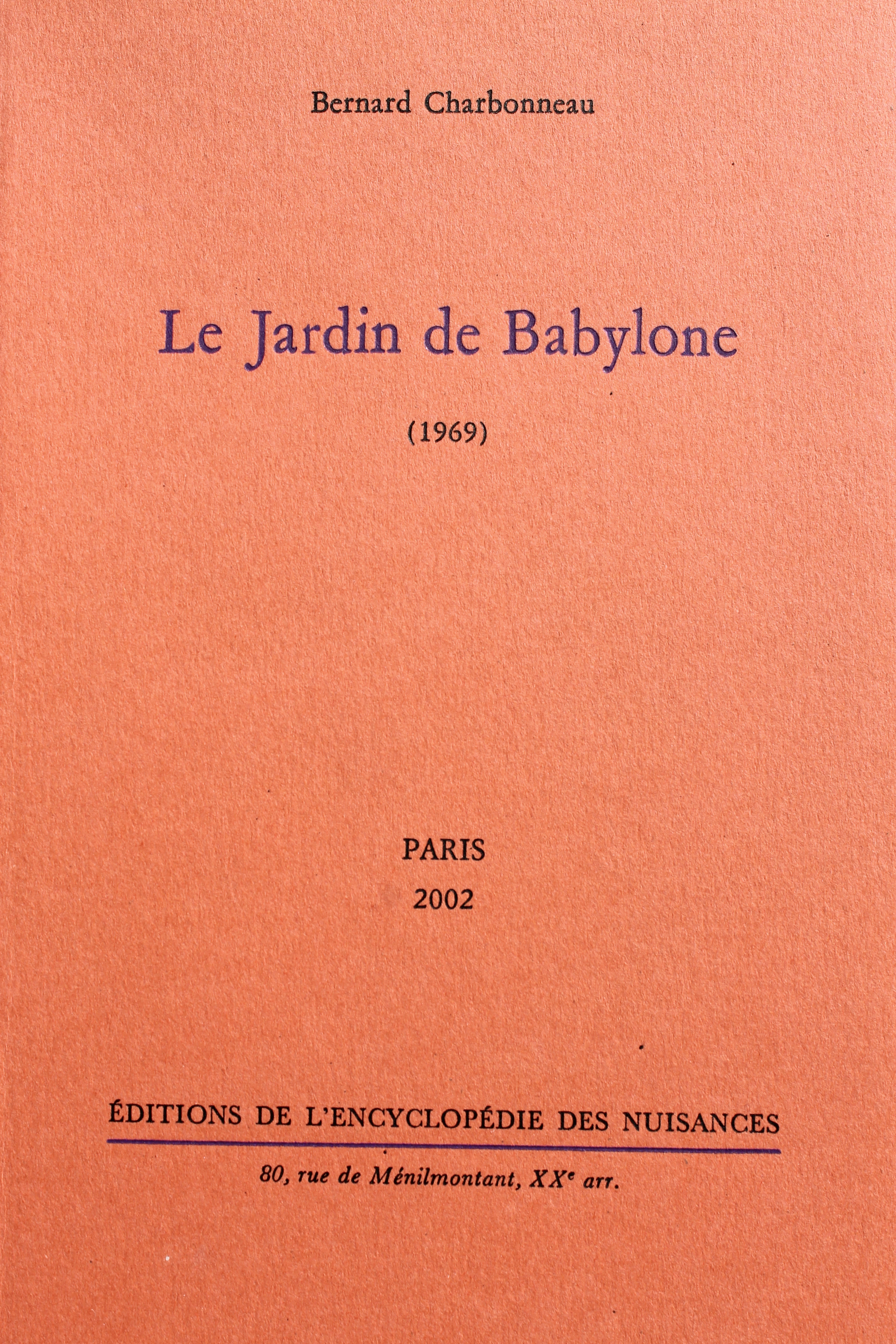
Le Jardin de Babylone

### En castellà
El Jardín de Babilonia, Ediciones el Salmón, 2016

### En francès
- L'État, édition ronéotypée, 1949. Economica, París, 1987. Reeditat el 1999 ISBN 978-2-7178-1360-9
- Teilhard de Chardin, prophète d'un âge totalitaire, Denoël, París, 1963 ISBN 2207203069
- Le Paradoxe de la culture, Denoël, Paris, 1965. Reeditat el 1991 dins Nuit et jour
- Célébration du coq, Éditions Robert Morel, Haute-Provence, 1966
- Dimanche et lundi, Denoël, París, 1966 ISBN 2207203085
- L'Hommauto, Denoël, París, 1967. Crítica de l'automòbil, reeditat el 2003. ISBN 978-2-2072-5549-0
- Le Fils de l'Homme et les enfants de Dieu, 1968.
- Le Jardin de Babylone, Gallimard, París, 1969. Éditions de l'Encyclopédie des Nuisances, 2002 ISBN 978-2-9103-8618-4
- Prométhée réenchaîné édition ronéotypée, 1972. Éditions de la Table Ronde, París, 2001 ISBN 978-2-7103-2445-4
- Le Système et le chaos. Critique du développement exponentiel, Anthropos, París, 1973. Médial éditions, 2012, 3a edició ISBN 978-2-7178-1837-6
- Tristes campagnes, Denoël, París, 1973 ISBN 979-10-92605-00-6 Reeditat per Le Pas de côté el 2013 ISBN 979-10-92605-00-6
- Notre table rase, Denoël, París, 1974
- Vu d'un finisterre, 1976
- Le plus et le moins, 1978
- Le Feu vert, Karthala, París, 1980. Parangon, Lió, 2009 ISBN 978-2-8419-0182-1
- Je fus. Essai sur la voie llibertaire, Imprimerie Marrimpouey, Pau, 1980. Opales, Bordeus, 2000 ISBN 978-2-9087-9949-1
- Une seconde nature, Imprimerie Marrimpouey, Pau, 1981. Médial Éditions, 2012. ISBN 978-2-8473-0023-9
- La propriété c'est l'envol, 1984
- La société médiatisée, 1985
- Ultima ratio, 1986. Editat el 1991 dins Nuit et jour
- Nuit et jour, (recull de Le paradoxe de la culture i Ultima ratio) Economica, París, 1991 ISBN 978-2-7178-2183-3 978-2-7178-2183-3 978-2-7178-2183-3
- Sauver les régions, Le Sang de la Terre, París, 1991 ISBN 978-2-8698-5051-4
- L'esprit court les rues, 1992
- Les chemins de la liberté, 1994

#### Publicacions pòstumes
- Il court, il court le fric…, Opales, Bordeus, 1996 ISBN 978-2-8698-5037-8
- Un Festin pour Tantale, Le Sang de la Terre, París, 1996. Reeditat el 2001 ISBN 978-2-9087-9926-2
- Comment ne pas penser, Opales, Bordeus, 2004 ISBN 978-2-9087-9926-2
- Bien aimer sa maman, Opales, Bordeus, 2006 ISBN 978-2-9087-9978-1
- Finis Terrae, À plus d'un titre, 2010 ISBN 978-2-9174-8610-8
- Le Changement, Le Pas de côté, 2013 ISBN 979-10-92605-01-3
- Nous sommes révolutionnaires malgré nous. Textes pionniers de l'écologie politique (amb Jacques Ellul). Recull de quatre textos dels anys 1930. Le Seuil, 2014 ISBN 978-2-0211-6302-5